# Валиев, Евгений Дамирович
Евге́ний Дами́рович Вали́ев (3 мая 1990 года, Мончегорск, Мурманская область) — российский профессиональный баскетболист, играющий на позиции тяжёлого форварда.

## Карьера
Валиев Евгений Дамирович родился 3 мая 1990 года в г. Мончегорске. Воспитанник отделения баскетбола мончегорской СДЮШОР. Выступал за молодежные команды клубов «Урал-Грейт» (Пермь), РВК (Москва), «Триумф» (Люберцы), с 2009 года в основной команде БК «Триумф» (Люберцы). 
Вошёл в список десяти лучших молодых игроков сезона-2012/13 по версии официального сайта Единой лиги ВТБ. По мнению составителей списка, «главными козырями баскетболиста можно назвать цепкую игру в защите, умение поддержать быстрый отрыв и нацеленность на подбор».
С 2014 года провел 5 сезонов в баскетбольном клубе «Зенит» (Санкт-Петербург), с которым трижды становился бронзовым призером Единой лиги ВТБ и чемпионата России.
В июне 2019 года Валиев перешёл в «Химки», но попасть в ротацию подмосковного клуба у Евгения не получилось. Он пропустил всю предсезонную подготовку из-за участия в чемпионате мира-2019, а затем из-за травмы. За основную команду «Химок» Валиев провёл по 1 матчу в Евролиге и в Единой лиге ВТБ. Чтобы набрать игровую форму, Евгений выступал за «Химки-Подмосковье» в Суперлиге-1.
В декабре 2019 года Валиев перешёл на правах аренды в «Парму» до конца сезона 2019/2020

## Сборная России
В 2006 году в составе сборной России (юноши до 16 лет) стал серебряным призером чемпионата Европы (до 16 лет).
В 2008 году в составе юношеской сборной России принимал участие в чемпионате Европы (юноши до 18 лет) 2008.
В 2010 в составе молодежной сборной России принял участие в чемпионате Европы (юноши до 20 лет) .
В составе студенческой сборной России стал победителем баскетбольного турнира Универсиады-2013 в Казани. После этого был вызван Василием Карасёвым в первую сборную России, в составе которой принял участие в чемпионате Европы 2013 года.
В апреле 2017 Валиев был включён в расширенный список кандидатов в сборную России, для подготовки к Евробаскету-2017.
В ноябре 2017 Валиев в составе сборной России принял участие в отборочном турнире на чемпионат мира по баскетболу 2019
В ноябре 2018 Валиев в составе сборной России приял участие в отборочном турнире на чемпионат мира по баскетболу 2019.
В сентябре 2019 Валиев в составе сборной России принял участие в чемпионате мира-2019.
В феврале 2020 Валиев в составе сборной России принял участие в отборочном турнире к чемпионату Европы по баскетболу 2021.
В ноябре 2020 Валиев в составе сборной России принял участие в отборочном турнире к чемпионату Европы по баскетболу 2022. 

## Личная жизнь
1 августа 2017 года в семье Евгения Валиева и его супруги Алены родился сын Лев. Вес ребенка — 2600 г, рост — 50 см.

## Награды
- Почётная грамота Президента Российской Федерации (19 июля 2013 года) — за высокие спортивные достижения на XXVII Всемирной летней универсиаде 2013 года в городе Казани[19].

## Достижения
- Бронзовый призёр Единой лиги ВТБ (4): 2015/2016, 2016/2017, 2017/2018, 2021/2022
- Бронзовый призёр Суперкубка Единой лиги ВТБ: 2021
- Бронзовый призёр чемпионата России (4): 2015/2016, 2016/2017, 2017/2018, 2021/2022
- Серебряный призёр Кубка России: 2015/2016
- Бронзовый призёр Кубка России: 2022/2023
- Серебряный призер чемпионата Европы по баскетболу (до 16 лет): 2006